# St.-Nikolai-Kirche (Bad Essen)

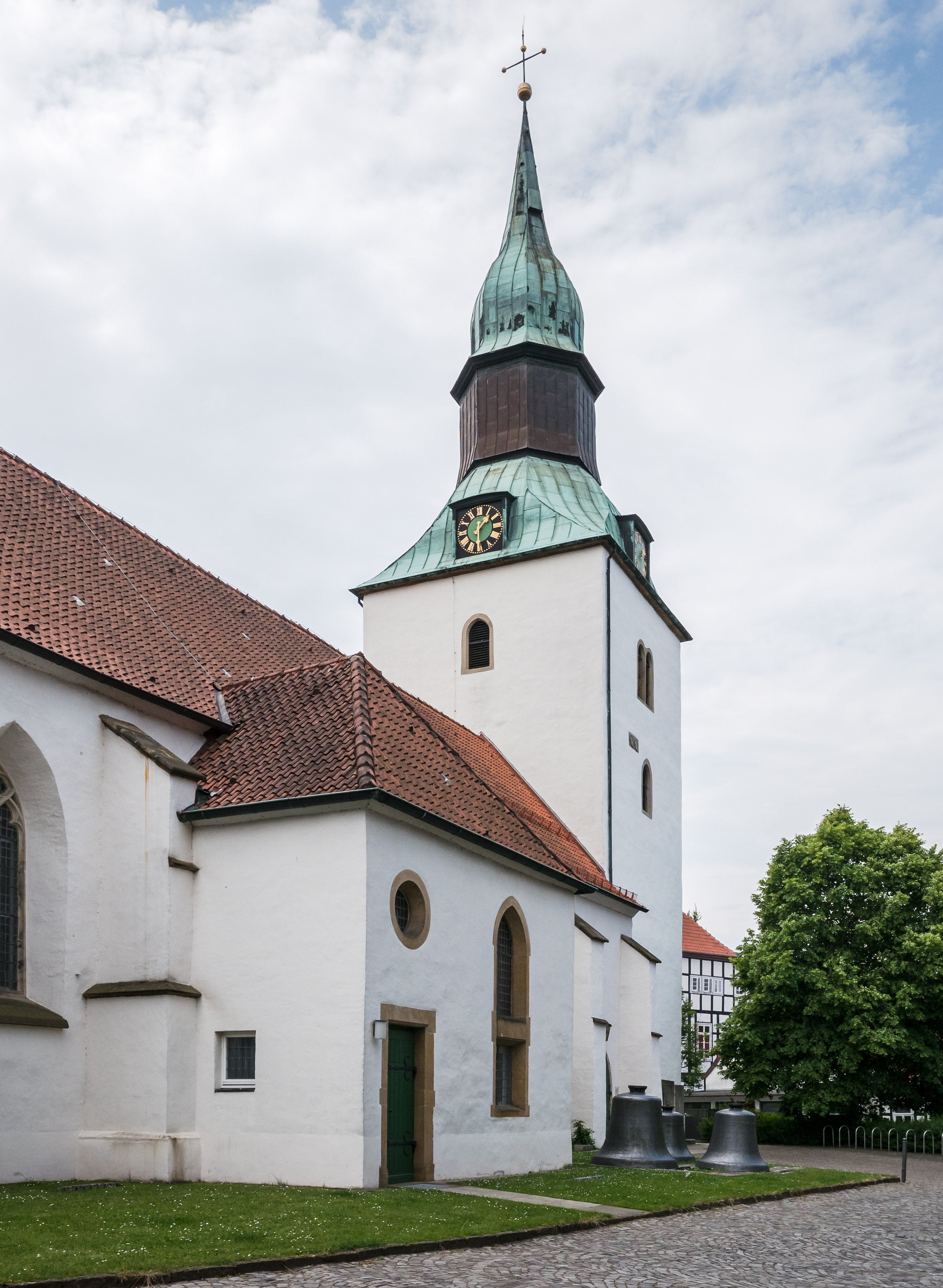
Ansicht von Nordosten

Die St.-Nikolai-Kirche in Bad Essen ist die Pfarrkirche der Ev.-luth. Kirchengemeinde Bad Essen, die dem Kirchenkreis Bramsche der Evangelisch-lutherischen Landeskirche Hannovers angehört.

## Baugeschichte und Beschreibung

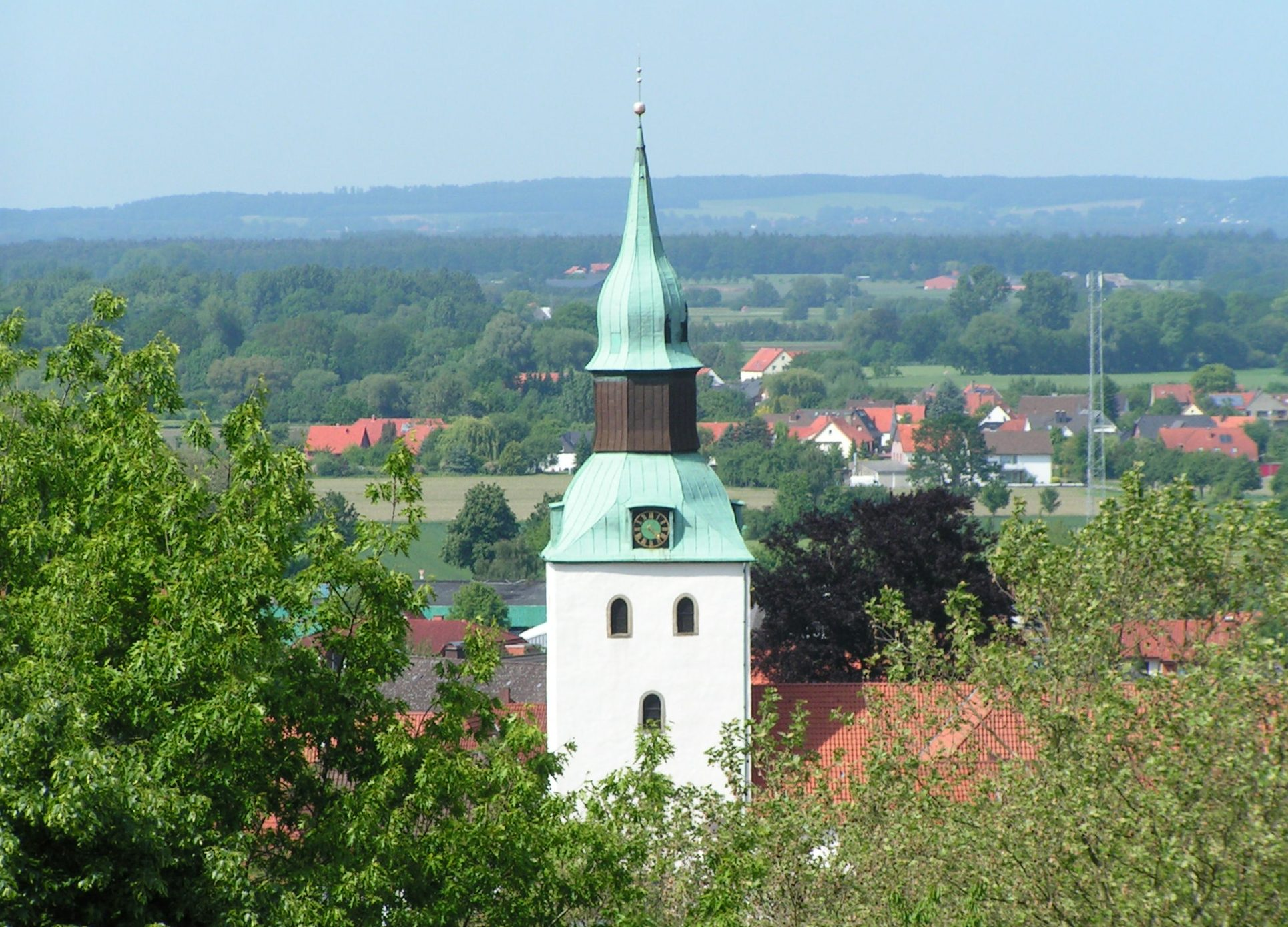
Blick von Westen auf den Turm

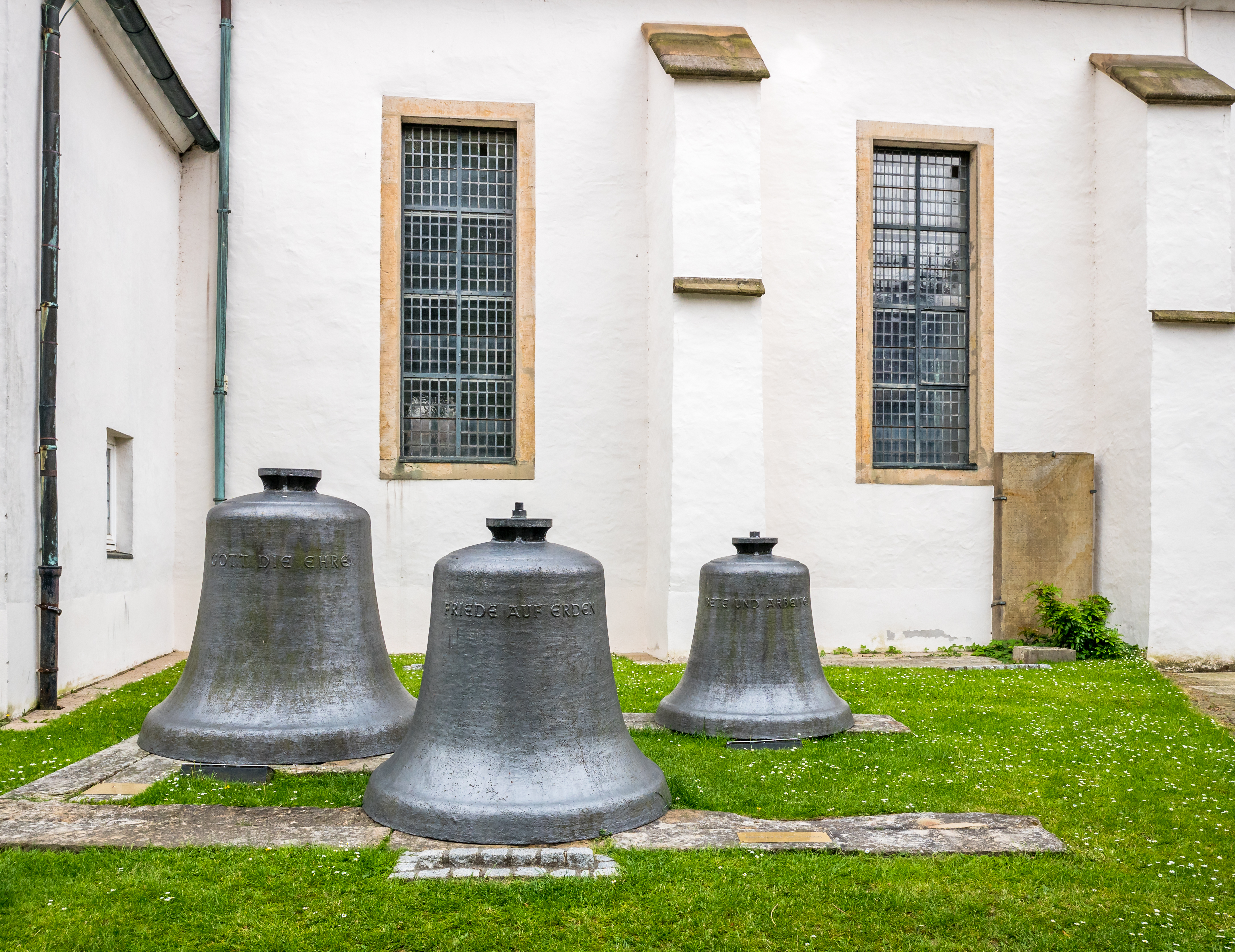
Glocken vor der Kirche

Die Kirche wurde im 14. Jahrhundert zunächst als dreijochige Saalkirche mit gerade geschlossenem Chor im frühgotischen Stil aus Bruchstein erbaut. Der heute vorhandene Fünfachtelschluss wurde in der zweiten Hälfte des 15. Jahrhunderts angebaut, der Westturm wurde um 1491 errichtet. Von 1660 bis 1662 wurde die Kirche an der Südseite um ein zweijochiges Seitenschiff erweitert.
In den Jochen des Langhauses befindet sich Kreuzgratgewölbe mit Schildbögen und Wandvorlagen, außen Strebepfeiler. Chor und Turm sind mit Kreuzrippengewölbe ausgestattet. Die Schlusssteine im Chor zeigen die Wappen der Familien Bussche und Langen.
Die Chorfenster sind spitzbogig und mit Maßwerk versehen, die übrigen Fenster seit einer Renovierung rechteckig. In der Nordseite des westlichen Jochs befindet sich eine spitzbogige Tür. Nördlich an den Chor ist die alte Sakristei angebaut.
Der obere Teil des Turms stammt aus dem 17. Jahrhundert. Der Turmhelm wurde 1705 neu aufgesetzt, nachdem der alte 1703 bei einem Sturm herabgeworfen worden war.

## Innenausstattung
Aus dem Jahr 1614 stammen der Altar und die Kanzel, die 1758 renoviert wurde. Ältestes Stück ist ein gotischer Kelch aus vergoldetem Silber, ein weiterer Kelch stammt aus dem frühen 18. Jahrhundert. Ein Kronleuchter aus Gelbguss trägt die Jahreszahl 1602, ein Armleuchter ist von 1654. Der barocke Taufstein aus weißem Sandstein stammt aus dem Jahr 1735. Zudem befinden sich in der Kirche mehrere Renaissance-Epitaphe aus dem 16. und 17. Jahrhundert, überwiegend für Mitglieder der Familie von dem Bussche.